# Rosalie, mußt nicht weinen
Rosalie, mußt nicht weinen ist ein von Charles Nowa, Joe Menke und Tobby Lüth geschriebener Schlager aus dem Jahr 1960, den die Sängerin und Schauspielerin Caterina Valente sang.

## Hintergrund und Veröffentlichung
Rosalie, mußt nicht weinen wurde von Charles Nowa, Joe Menke und Tobby Lüth geschrieben und von Caterina Valente gesungen. Sie stellte das Lied auf dem Deutschen Schlager-Festival 1960 in Wiesbaden vor und platzierte sich damit auf Platz eins, wobei auch der drittplatzierte Titel Einen Ring mit zwei blutroten Steinen von Caterina Valente gesungen wurde. Die Single erschien bei Decca (D 19 111) im gleichen Jahr mit beiden Titeln, wobei Einen Ring mit zwei blutroten Steinen als A-Seite und Rosalie, mußt nicht weinen als B-Seite erschien.

## Text und Musik
Das Lied im Stil eines „Hill-Billy-Foxtrott“ wird von Caterina Valente mit Orchesterbegleitung gesungen. Der Text beschreibt das Schicksal der „Rosalie“, einer Farmbesitzerin im „wilden Westen“. Sie wurde von einem Mann namens Bill Brown um ihre Herden betrogen und traute deshalb keinem Mann mehr, bis sich nach einer Schießerei ein Cowboy bei ihr einquartierte, der bei ihr blieb.
Das Lied besteht aus insgesamt sechs Strophen, wobei nach jeweils drei Strophen ein Refrain folgt. Die Strophen folgen dem Reimschema AABB, der abgesetzte Refrain besteht aus den Zeilen:

„Rosalie, mußt nicht weinen

Nun hast Du wieder Sonnenschein, -schein, -schein

Rosalie, mußt nicht weinen

Nun kannst Du wieder glücklich sein“

## Chartplatzierung
Die Single Einen Ring mit zwei blutroten Steinen / Rosalie, mußt nicht weinen stieg am 1. Oktober 1960 in die deutschen Singlecharts ein und hielt sich dort insgesamt sechs Monate; drei Monate hielt es sich dabei in den Top 10 und erreichte den sechsten Platz als höchste Platzierung. Zuletzt war es in der Chartausgabe vom 1. April 1961 in der Hitparade vertreten. Bis zu diesem Zeitpunkt war Caterina bereits mit mehr als 40 Singles in den deutschen Charts präsent, davon fünf Mal an der Chartspitze und mehr als 25 Mal in den Top 10. In Österreich und der Schweiz konnte sich das Lied dagegen nicht platzieren.
1961 wurde Caterina Valente für Rosalie, mußt nicht weinen mit dem Bronzenen Löwen von Radio Luxemburg ausgezeichnet.

## Coverversionen
Das Lied wurde vereinzelt von verschiedenen Sängerinnen gecovert, wobei die meisten Versionen direkt in den Jahren 1962 bis 1963 erschienen sind. In dem Film Schlagerparade 1961 sang die Schauspielerin Renate Ewert das Lied, es wurde jedoch nie auf Schallplatte veröffentlicht. Fremdsprachige Versionen existieren auf Serbokroatisch und Tschechisch, zudem sang Caterina Valente das Lied auch auf Spanisch als Rosalie … non sparare. Zu den Bands und Interpreten, die das Lied in einer Coverversion veröffentlichten, gehören: u. a.
- 1960: Erika Berg, Bärbel Evers, Gregory-Trio
- 1961: Ferry Graf, Gina Morelli
- 1962: Lola Novaković (auf Serbokroatisch als Rozali)
- 1963: Eva Martinová (auf Tschechisch als Rosalie)

## Belege
1. ↑  
Caterina Valente – Einen Ring mit zwei blutroten Steinen / Rosalie, mußt nicht weinen bei Discogs; abgerufen am 6. Mai 2022.
2. 1 2  Rosalie, musst nicht weinen auf songtexte.com, abgerufen am 6. Mai 2022.
3. 1 2 3  Valente – Rosalie, musst nicht weinen auf chartsurfer.de; abgerufen am 6. Mai 2022.
4. ↑  Caterina Valente – Rosalie, musst nicht weinen auf cover.info, abgerufen am 6. Mai 2022.